# 169-es busz (Kecskemét)
A kecskeméti 169-es jelzésű autóbusz a Széchenyi tér és a Miklovicsfalu között közlekedik. A viszonylatot a Kecskeméti Közlekedési Központ megrendelésére az Inter Tan-Ker Zrt. üzemelteti.

## Története
A járatot 2020. január 6-án indította el a Kecskeméti Közlekedési Központ a 16-os és 9-es buszok összevonásával. Az ellenkező irányban 916-os jelzéssel közlekedik.

## Útvonala
| Széchenyi tér ► Miklovicsfalu ► Voelkertelep ► Széchenyi tér |
| --- |
| Széchenyi tér vá. – Kápolna utca – Széchenyi körút – Bethlen körút – Vacsi köz – Nagy Lajos király körút – Miklovicsfalu, forduló – Nagy Lajos király körút – Vacsi köz – Hegy utca – Belső Vacsihegyi út – Talfája köz – Nyitra utca – Tisza utca – Talfája köz – Kerkápoly utca – Kada Elek utca – Jókai utca – Hornyik János körút – Széchenyi tér vá. |

## Megállóhelyei
Az átszállási kapcsolatok között az ellenkező irányban közlekedő 916-os busz nincs feltüntetve.
| 0  | Széchenyi tér végállomás | |
| 2  | Szövetség tér            | 14D, 16, 21, 22                                                                                             |
| 4  | Budai kapu               | 16, 21, 22, 32 Helyközi buszok                                                                              |
| 6  | Lajtha utca              | 16 |
| 7  | Gázló utca               | 16 |
| 8  | Nagy Lajos király körút  | 16 |
| 9  | Miklovicsfalu            | 16 |
| 10 | Fodros utca              | 9 |
| 11 | Hegy utca                | 9 |
| 12 | Vereckei utca            | 9 |
| 14 | Nyitra utcai Óvoda       | 9 |
| 15 | Mátra utca               | 9 |
| 17 | Egyetem (KVK)            | 9 |
| 19 | Orvosi rendelő           | 9 |
| 21 | Piaristák tere           | 1, 2D, 2S, 7, 7C, 9, 11, 11A, 15, 16, 19, 32 Helyközi buszok                                                |
| 23 | Széchenyi tér végállomás | 2, 2A, 2D, 2S, 3, 4, 4A, 4C, 5, 6, 7, 7C, 9, 10, 11, 11A, 12, 13, 13K, 14, 16, 18, 20, 20H, 23, 28, 29, 34A |